# Denver Broncos
Denver Broncos je profesionální klub amerického fotbalu, který sídlí v Denveru ve státě Colorado. V současné době je členem West Division (Západní divize) American Football Conference (AFC, Americké fotbalové konference) National Football League (NFL, Národní fotbalové ligy). Broncos vznikli v roce 1960 a byli zakládajícím členem American Football League, v roce 1970 se připojili k NFL. Tým ovládá trust Pata Bowlena. Domácí utkání hrají od roku 2001 na Sports Authority Field at Mile High, předchozích čtyřicet let hráli na Mile High Stadium.
Během působení v AFL a prvních sedmi sezónách v NFL byli Broncos stěží konkurenceschopní, první kladnou sezónu v počtu vítězství zaznamenali až v roce 1973. Nicméně již o čtyři roky později se dostali do play-off a následně postoupili až do Super Bowlu XII. Od sezóny 1975 patří Broncos k nejúspěšnějším týmům; od tohoto roku zaznamenali pouze šest záporných sezón (více porážek jak vítězství), na druhou stranu získali osmkrát titul v konferenci AFC a třikrát trofej pro vítěze Super Bowlu. S osmi účastmi v Super Bowlu jsou aktuálně druzí v rámci celé NFL spolu s Dallas Cowboys a Pittsburgh Steelers, vedou New England Patriots s devíti starty. Na druhou stranu mají Broncos ze všech týmů nejvíc porážek v Super Bowlu (5). Pět hráčů Broncos je členy Síně slávy profesionálního amerického fotbalu: John Elway, Floyd Little, Gary Zimmerman, Shannon Sharpe a Terrell Davis.

## Historie Broncos

### 1960–1969: Americal Football League
Denver Broncos byli založeni 14. srpna 1959 poté, co Bob Howsam získal licenci k provozování klubu v rámci nově založené American Football League. Broncos zvítězili v prvním utkání AFL všech dob, když 9. září 1960 porazili Boston Patriots 13:10. 5. srpna 1967 se pak stali prvním týmem AFL v historii, který porazil tým z NFL, v předsezónním přípravném utkání zdolali 13:7 Detroit Lions.
V roce 1965 byli Broncos blízko k odchodu z Denveru, ale pak vlastnictví klubu převzala skupina místních obchodníků a rozhodla se tým přebudovat. Klíčovou postavou v tomto snažení byl Floyd Little, první hvězdný hráč Broncos, který přišel do klubu v roce 1967. Přesto se Broncos stali jediným týmem v desetileté historii AFL, který se ani jednou nedostal do finále soutěže, a který rovněž ani jednou nezaznamenal v jediné sezóně víc vítězství než porážek.

### 1970–1982
V roce 1972 Broncos najali jako hlavního trenéra bývalého kouče Stanfordovy Univerzity Johna Ralstona. Ten byl o rok později vyhlášen trenérem konference AFC poté, co Denver dovedl k 7 vítězstvím, 5 porážkám, 2 remízám a první kladné sezóně v historii klubu. Během pětiletého působení u Broncos Ralston zaznamenal tři kladné sezóny, ale přestože klub v roce 1976 přivedl k devíti vítězstvím a pouze pěti porážkám, stejně se ani jednou nedostal do play-off. Během následující sezóny několik významných hráčů veřejně vyjádřilo svou nespokojenost s Ralstonem, což brzy vedlo k jeho rezignaci.
Na jeho místo byl angažován Red Miller, dlouholetý trenér Offensive a Defensive line v různých týmech, a právě jeho zásluhou vznikla obávaná obrana „Orange Crush“ (podle populární oranžové limonády). Ve spolupráci se stárnoucím Quarterbackem Craigem Mortonem Broncos zaznamenali rekordní sezónu 1977, ve které dvanáctkrát zvítězili, pouze dvakrát prohráli a poprvé v historii klubu se dostali do play-off. Nakonec prošli až do Super Bowlu XII, ve kterém podlehli 10:27 Dallas Cowboys, Mortonově bývalému klubu.
V roce 1981 prodal Gerald Phipps, majitel Broncos, klub kanadskému finančníkovi Edgaru Kaiserovi mladšímu. V roce 1984 se majitelem stal Pat Bowlen, který v roce 2004 svěřil vedení klubu rodinnému trustu. I nadále se podílel na každodenním chodu klubu, jenže pak musel v roce 2014 kvůli pokračující Alzheimerově chorobě předat vedení klubu Joe Ellisovi.

### 1983–1998: Éra Johna Elwaye

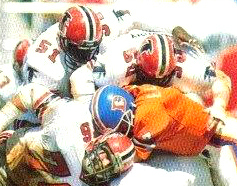
John Elway (v oranžovém) v utkání proti Falcons v sezóně 1985.

Když se v roce 1981 připojil k Broncos Dan Reeves, stal se nejmladším trenérem a zároveň viceprezidentem v NFL. Jeho největším úspěchem bylo získání v roce 1983 Quarterbacka Johna Elwaye, který hrával univerzitní fotbal za Stanfordovu univerzitu. Elway byl původně draftován jako první hráč celkově týmem Baltimore Colts, po draftu nicméně prohlásil, že za Colts hrát nechce a místo toho bude hrát v Major League Baseball za New York Yankees, kterými byl také draftován. Broncos patřili mezi týmy, za které byl Elway ochotný hrát, a tak se Colts a Broncos domluvili na přestupu. Před Elwayovým příchodem měli Broncos během 24 sezón 23 různých startujících Quarterbacků.
Reeves a Elway během dvanáctileté spolupráce dovedli Broncos k šesti účastem v play-off, pěti divizním titulům v AFC West, třem titulům v konferenci AFC a třem účastem v Super Bowlu. Všechna tři utkání ovšem Broncos prohráli, v roce 1986 s New York Giants 20:39, o rok později s Washington Redskins 10:42 a v roce 1989 s San Francisco 49ers 10:55; poslední skóre je nejvyšší porážkou, jakou kdy jakýkoliv tým v Super Bowlu utrpěl. Poslední roky spolupráce dvojice Reeves-Elway byly poznamenána spory, protože Reeves v roce 1991 vyhodil Elwayova oblíbeného koordinátora ofenzívy Mikea Shanahana a převzal jeho povinnosti. Navíc Reeves draftoval mladého Quarterbacka Tommyho Maddoxe z Kalifornské univerzity namísto toho, aby draftoval Wide receivera, který by pomohl Elwayovi. Reeves byl propuštěn po sezóně 1992 a místo trenéra zaujal jeho chráněnec a přítel Wade Phillips, který předtím působil jako koordinátor defenzívy Broncos. Phillips byl propuštěn po průměrné sezóně 1994, ve které management cítil, že ztratil kontrolu nad týmem.
V roce 1995 se vrátil Mike Shanahan, tentokrát jako hlavní trenér a jako první věc draftoval Running backa Terrella Davise. V sezoně 1996 se Broncos stali nejvýše nasazeným týmem v konferenci AFC poté, co v základní části zvítězili ve 13 zápasech a pouze třikrát prohráli, ovšem v AFC Divisional round je překvapivě vyřadili poměrem 27:30 Jacksonville Jaguars. V sezóně 1997 Elway a Davis dovedli Broncos k prvnímu vítězství v Super Bowlu, když zdolali obhájce titulu Green Bay Packers 31:24. Elway zkompletoval pouze 13 přihrávek z 22, nepřihrál ani na jeden touchdown a hodil jednu interception, zatímco Davis naběhal 157 yardů, připsal si rekordní 3 běhové touchdowny a byl jmenován Nejužitečnějším hráčem utkání. A to i přesto, že v utkání trpěl migrénou, kvůli které měl rozmazané vidění. O rok později Denver titul obhájil, když v Super Bowlu zdolal Atlantu Falcons 34:19, kterou tehdy vedl bývalý hlavní trenér Broncos Dan Reeves. Elway byl jmenován Nejužitečnějším hráčem utkání poté, co zkompletoval 18 přihrávek z 29 pro 336 yardů, a připsal si jeden touchdown a jednu interception.

### 1999–2011

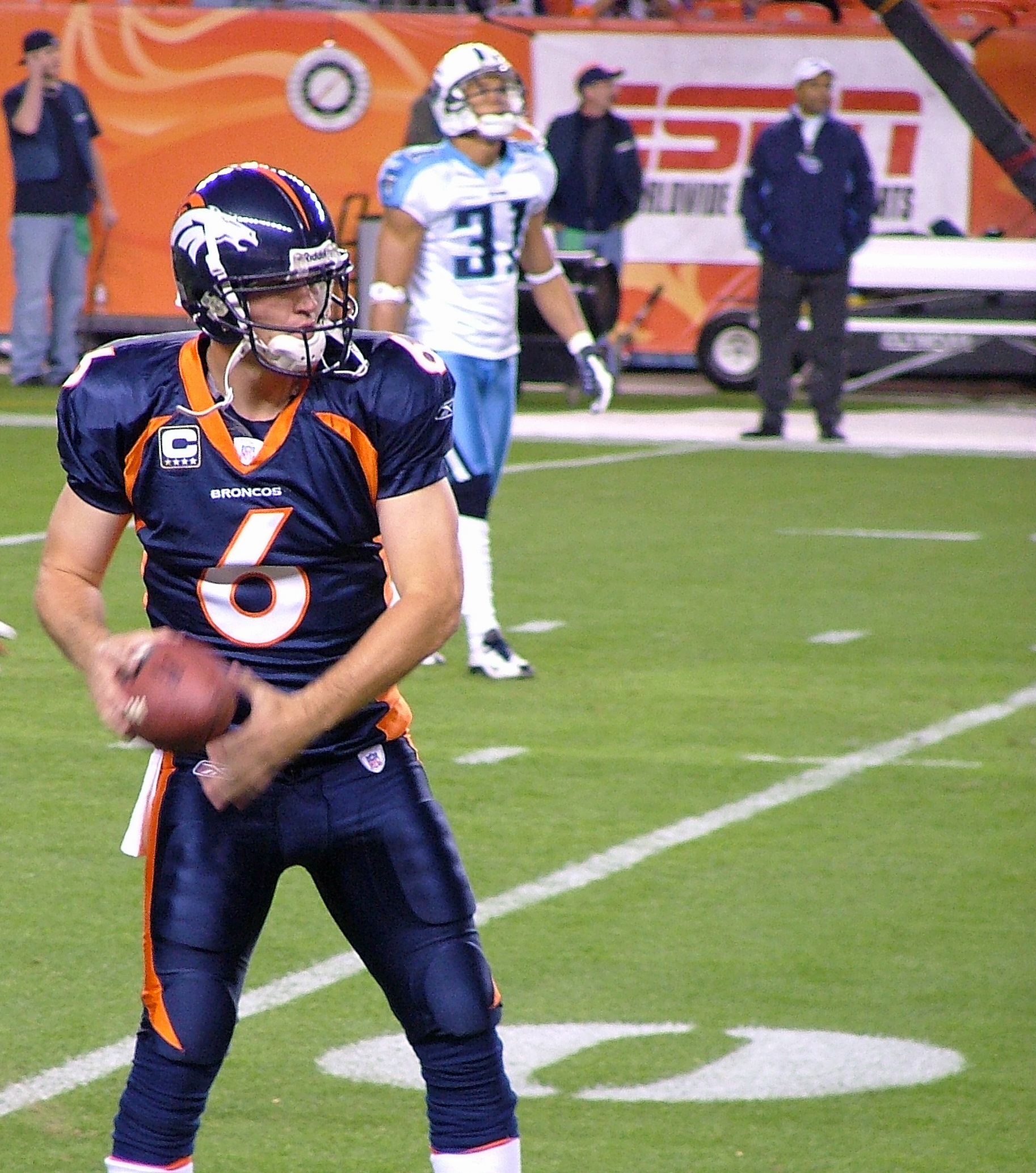
Quarterback Broncos Jay Cutler v sezóně 2007.

John Elway odešel do důchodu po sezoně 1998 a startujícím Quarterbackem se na další čtyři sezóny stal Brian Griese. Do play-off se tým pod jeho vedením dostal pouze v roce 2000, kdy vypadl v prvním kole s pozdějšími vítězi Super Bowlu Baltimore Ravens. Grieseho nahradil bývalý Quarterback Cardinals Jake Plummer a dvakrát za sebou dostal Denver do play-off, zde byli ovšem Broncos dvakrát rozdrceni Indianapolis Colts. O rok později byli Broncos po základní části nejlepší ze všech týmů v konferenci AFC a dokonce se jim v play-off podařilo porazit obhájce titulu New England Patriots, ve finále konference ale podlehli Pittsburgh Steelers 17:34. Na začátku sezóny 2006 držela Denver nad vodou především obrana a Plummer byl pro neuspokojivé výkony nahrazen nováčkem Jayem Cutlerem, do play-off se ovšem Broncos stejně nedostali.
Cutler jako startující Quarterback nedokázal tým protlačit do play-off ani v jedné ze dvou následujících sezón, což nakonec vedlo k odvolání trenéra Mikea Shanahana, který v Denveru strávil 14 sezón, a stal se nejdéle působícím a nejúspěšnějším koučem v historii klubu. Dva týdny po Shanahanově odvolání se novým hlavním trenérem stal bývalý koordinátor ofenzívy New England Patriots Josh McDaniels, o tři měsíce později byl získán z Chicaga Bears Quarterback Kyle Orton výměnou za Jaye Cutlera.
Pod McDanielsem a Ortonem Broncos překvapili drtivým nástupem do sezóny 2009, když zvítězili ve všech šesti úvodních utkáních, jenže pak uhráli z deseti zápasů pouze dvě vítězství a do play-off se nedostali. O rok později dokonce stanovili díky bilanci 4 vítězství, 12 porážek nový negativní rekord klubu. McDaniels byl ještě před koncem sezóny propuštěn a dočasným hlavním trenérem se stal trenér Running backů Eric Studesville, který pro poslední tři utkání dosadil na místo startujícího Quarterbacka nováčka Tima Tebowa, jehož si klub vybral v prvním kole Draftu NFL.
Po sezóně 2010 povýšil Joe Ellis na prezidenta týmu, zatímco John Elway se vrátil jako výkonný viceprezident fotbalových operací. Tato dvojice následně najala jako nového hlavního trenéra Johna Foxe. Po špatném startu do sezóny 2011 a jediném vítězství z pěti utkání byl Kyle Orton definitivně nahrazen Timem Tebowem, který následně dovedl tým k osmi vítězstvím a stejnému počtu porážek, a první účasti Broncos v play-off od roku 2005.

### 2012–2015: Éra Peytona Manninga
V březnu 2012 uzavřeli Broncos pětiletou smlouvu za 96 milionů dolarů s bývalým dlouholetým Quarterbackem Indianapolis Colts Peytonem Manningem, který vynechal celou sezónu 2011 kvůli několika operacím krku. To vedlo k tomu, že Broncos následně vyměnili nepotřebného Tima Tebowa do New York Jets. Základní část sezóny ukončil Denver jako nejlepší tým konference AFC s bilancí 13 vítězství a pouze 3 porážky, následně ovšem vypadl s budoucími šampiony Super Bowlu Baltimore Ravens 35:38 pod druhém prodloužení. O rok později Broncos svou bilanci zopakovali, a po zdolání San Diego Chargers a New England Patriots se dostali až do Super Bowlu XLVIII. Zde ovšem byli drtivě poraženi Seattle Seahawks 8:43, Peyton Manning byl alespoň jmenován Nejužitečnějším hráčem NFL a zároveň Ofenzivním hráčem roku.
Před začátkem sezony 2014 Broncos oznámili, že Pat Bowlen, majitel klubu od roku 1984, se vzdal kontroly nad týmem, aby mohl všechnu energii vložit do boje s Alzheimerovou nemocí. To vedlo k tomu, že prezident týmu Joe Ellis a generální manažer John Elway převzali kontrolu nad klubem. Denver ukončil základní část s dvanácti vítězstvími a čtyřmi porážkami, v AFC Divisional Play-off ovšem překvapivě prohrál s Indianapolis Colts 13:24. Druhý den po porážce se Broncos a hlavní trenér John Fox dohodli na ukončení spolupráce a o týden později byl jmenován novým trenérem Gary Kubiak, který v letech 1983 až 1991 působil jako náhradní Quarterback za Johnem Elwayem a v letech 1995 až 2005 jako koordinátor ofenzívy Broncos. Posílený Denver zopakoval bilancí z předchozí sezóny (12-4) a byl nasazen do play-off jako jednička v konferenci AFC, přestože Peyton Manning měl statisticky nejhorší sezónu od roku 1998  a některé zápasy odehrál jako startující hráč Brock Osweiler. V play-off už si Manning vzal svou pozici zpátky a dovedl svůj tým k vítězství nad Pittsburgh Steelers 23:16, poté nad New England Patriots 20:18 a v Super Bowlu L 24:10 nad Carolinou Panthers.

## Rivality
Denver Broncos mají tři rivaly v AFC West - Kansas City Chiefs, Los Angeles Chargers a Oakland Raiders. Všechny tři týmy, spolu s Broncos, byly zakládajícími členy American Football League (AFL), zároveň byli všichni v divizi AFL Western. V té době (1960-1969) ovšem byli Broncos stěží konkurenceschopní a tak měli se svými divizními soupeři bilanci 10 vítězství, 45 porážek a 1 remíza.

### Divizní
Kansas City Chiefs
Broncos sehráli s Chiefs několik památných zápasů, především pak v době, kdy byl startujícím Quarterbackem Denveru John Elway, tedy v letech 1983 až 1998. Broncos porazili Chiefs na jejich stadionu Arrowhead Stadium v druhém kole play-off roku 1997 při cestě k získání prvního Super Bowlu, na druhou stranu Chiefs mají lepší vzájemnou bilanci v poměru 59–55, včetně zápasů ve vyřazovací části.
Oakland Raiders
Rivalita započala v sezóně 1977, když ve finále konference AFC Broncos porazili úřadující šampiony Raiders 20:17. Následně opět vzrostla v polovině 90. let, když se v roce 1995 hlavním trenérem Broncos stal Mike Shanahan, jenž předtím v sezóně 1988 vedl právě Raiders. Ve vzájemných zápasech jsou úspěšnější Raiders s bilancí 62–51–2.
San Diego/Los Angeles Chargers
Na rozdíl od Chiefs a Raiders mají Broncos s Chargers pozitivní bilanci 64–50–1. Během sezóny 2012 se Broncos povedl jeden z největších obratů v historii amerického fotbalu, když na hřišti Chargers pod vedením Peytona Manninga zvrátili poločasovou ztrátu 0:24 na konečných 35:24. Poprvé se oba týmy v play-off střetly 12. ledna 2014 a denverští zvítězili 24:17.
Seattle Seahawks
Broncos a Seahawks pojí stará rivalita ještě z let 1977 až 2001, kdy Seahawks působili v konferenci AFC West. Během 25 sezón zvítězili Broncos 32krát, Seahawks pouze 18krát. Od ročníku 2002 se oba týmy utkaly čtyřikrát, včetně Super Bowlu XLVIII, ve kterém zvítězil Seattle 8:43.

### Historické
Kromě divizních rivalů zmíněných výše mají Broncos rovněž další tři rivaly mimo svou divizi: Cleveland Browns, Pittsburgh Steelers a New England Patriots.
Cleveland Browns
Broncos měli krátké období rivality s Browns, které vzešlo ze tří finále konference AFC v rozmezí let 1986 až 1989. V roce 1986 dovedl Quarterback Broncos John Elway posledním drivem v základní hrací době svůj tým k vyrovnání skóre, Denver následně vyhrál v prodloužení 23:20. O rok později se oba týmy ve stejné fázi soutěže potkaly znovu, tentokrát na Mile High Stadium. Broncos vedli těsně před koncem 38:31, ovšem Quarterback Browns Bernie Kosar dovedl svůj tým do endzóny soupeře. Jenže Running back Earnest Byner neudržel míč, který mu vyrazil Safety Broncos Jeremiah Castille, a byť Browns o chvíli později skórovali safety za 2 body, z vítězství se opět radovali Broncos v poměru 38:33. Zápas v sezóně 1990 byl nejjednoznačnější, Broncos na Mile High Stadium snadno zvítězili 37:21. Zajímavostí je, že Broncos nedokázali ani jedno ze tří vítězství nad Browns dotáhnout až k zisku Super Bowlu.
Pittsburgh Steelers
Do konce sezóny 2015 se Broncos střetli se Steelers v play-off hned osmkrát, nejvíc ze všech týmů v NFL, přičemž Broncos mají aktivní bilanci 5 vítězství a 3 porážky. Pravděpodobně nejzajímavější zápas se odehrál ve finále konference AFC v roce 1997, kdy Broncos na Three Rivers Stadium porazili domácí Steelers 24:21 při cestě za ziskem Super Bowlu XXXII. O osm let později Steelers vrátili úder, když ve finále konference AFC na Sports Authority Field at Mile High porazili domácí Broncos 17:34 v cestě za ziskem Super Bowlu XL. Poslední dvě střetnutí vyzněla pro Broncos: v sezóně 2011 dovedl Quarterback Tim Tebow Denver k vítězství 29:23 v prodloužení, v ročníku 2015 v cestě za ziskem Super Bowlu L zvítězili 23:16.
New England Patriots
Broncos a Patriots se v AFL v letech 1960 až 1969 střetli dvakrát, přičemž 9. září 1960 odehráli první zápas AFL všech dob. Od roku 1995 se velmi často střetávali v základní části, včetně devíti sezón v řadě za sebou v letech 1995 až 2003. Do konce sezóny 2015 se pětkrát utkali v play-off, Patriots zvítězili pouze jedinkrát. První střetnutí nastalo v sezóně 1987 a rovněž se jednalo o první vítězství v play-off utkání pro Johna Elwaye. Jediné vítězství Patriots přišlo v ročníku 2011 při skóre 10:45. Rivalita byl později posílena příchodem Quarterbacka Peytona Manninga, který se s Quarterbackem Patriots Tomem Bradym dlouhodobě přetahoval o pozici nejlepšího hráče NFL až do doby, než Manning po sezóně 2015 ukončil kariéru. A přestože byl v zápasech základní části úspěšnější Brady (zvítězil v devíti z dvanácti zápasů), v play-off utkáních tomu bylo naopak (tři z pěti střetnutí vyhrál Manning), včetně toho posledního, ve kterém Broncos ve finále konference AFC 2015 zdolali patriots 20:18.

## Logo a uniformy

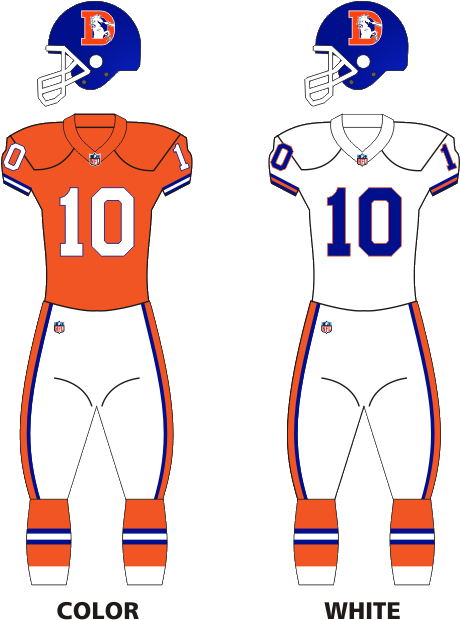
Dvě sady uniforem Denver Broncos z let 1968–96. Na návrh loga byla v roce 1967 vypsána veřejná soutěž, jejímž vítězem se stal Edwin Guy Taylor z Denveru. Krátce v letech 1969–1971 a 1978–1979 používali Broncos k venkovním bílým dresům oranžové kalhoty

Když Broncos debutovali v AFL v roce 1960, jejich originální uniformy upoutaly stejnou pozornost jako jejich hra na poli. Žluté a hnědé dresy kombinovali s hnědými helmami, hnědými kalhoty a svisle pruhovanými ponožkami. O dva roky později tým odhalil nové logo, ve kterém hráč amerického fotbalu v tehdejším dresu Broncos seděl na vzpínajícím se koni, a rovněž se změnili týmové barvy na oranžovou, královskou modrou a bílou. Uniformy ze sezóny 1962 tvořili bílé kalhoty, oranžové helmy, a bílé nebo oranžové dresy.
V roce 1968 představili Broncos nové logo, ve kterém bílý kůň vyskakoval z oranžového písmene D. Barva helmy byla změněna na královskou modrou a na rukávech dresů přibyl úzký bílý proužek. V letech 1969 až 1971, a pak opět v letech 1978 a 1979 používal tým jako hlavní uniformy oranžové kalhoty a bílé dresy. V roce 1994, když NFL slavila 75 let od svého založení, představili Broncos retro dresy z roku 1960: v utkání třetího týdne proti Oakland Raiders a následující týden na hřišti Buffala Bills.
V roce 1997 Broncos radikálně změnili logo i uniformy, a tento nový design používá klub dodnes. Královskou modrou nahradila tmavší námořnická modrá. Logo tvoří bílý kůň z profilu s oranžovou hřívou, jehož inspirací se stal populární živý maskot Broncos, kůň Thunder. Jako hlavní uniformy začal Denver používat dresy v barvě námořnické modré a bílé kalhoty, přičemž obě části spojoval po stranách oranžový pruh, stejnou barvu měl i límeček. Čísla na přední i zadní straně dresu, a rovněž na náramenících, byla bílá. Tyto uniformy fanoušci i tisk nesnášeli, ale jen to chvíle, kdy v nich Broncos v té samé sezóně nezískali první Super Bowl v historii klubu. Tyto modré dresy sloužily jako hlavní varianta týmu až do sezóny 2011.
Od začátku sezóny 2012 se hlavními uniformami staly oranžové dresy a bílé kalhoty, které tým využíval v letech 2002 až 2011 jako třetí alternativu. Dosavadní hlavní, kompletně modré uniformy se staly až třetí variantou. Hlavním důvodem těchto změn byli fanoušci, kteří tlačili Broncos k návratu k oranžové barvě. Nicméně Denver používá modré dresy v domácích zápasech alespoň jednou do roka, s výjimkou roku 2013, kdy ho použil v utkání na hřišti Dallas Cowboys.
V sezóně 2016 Broncos odhalili nové dresy v rámci akce NFL Color Rush, které následně použili 13. října 2016 v utkání Thursday Night Football proti San Diego Chargers. Uniforma se skládala z kompletně oranžových dresů, kalhot i ponožek. Čísla na dresu byla bílá, pruhy na rukávech a po stranách kalhot měly modro-bílo-modrou kombinaci. NFL sice v sezóně 2013 zavedla povinnost pro všechny týmy mít pouze jednu barevnou variantu přileb, nicméně v tomto případě udělala výjimku a na stranách helmy se tak objevilo staré logo Broncos z roku 1968, ve které bílý kůň vyskakuje z oranžového písmene D.

## Stadion

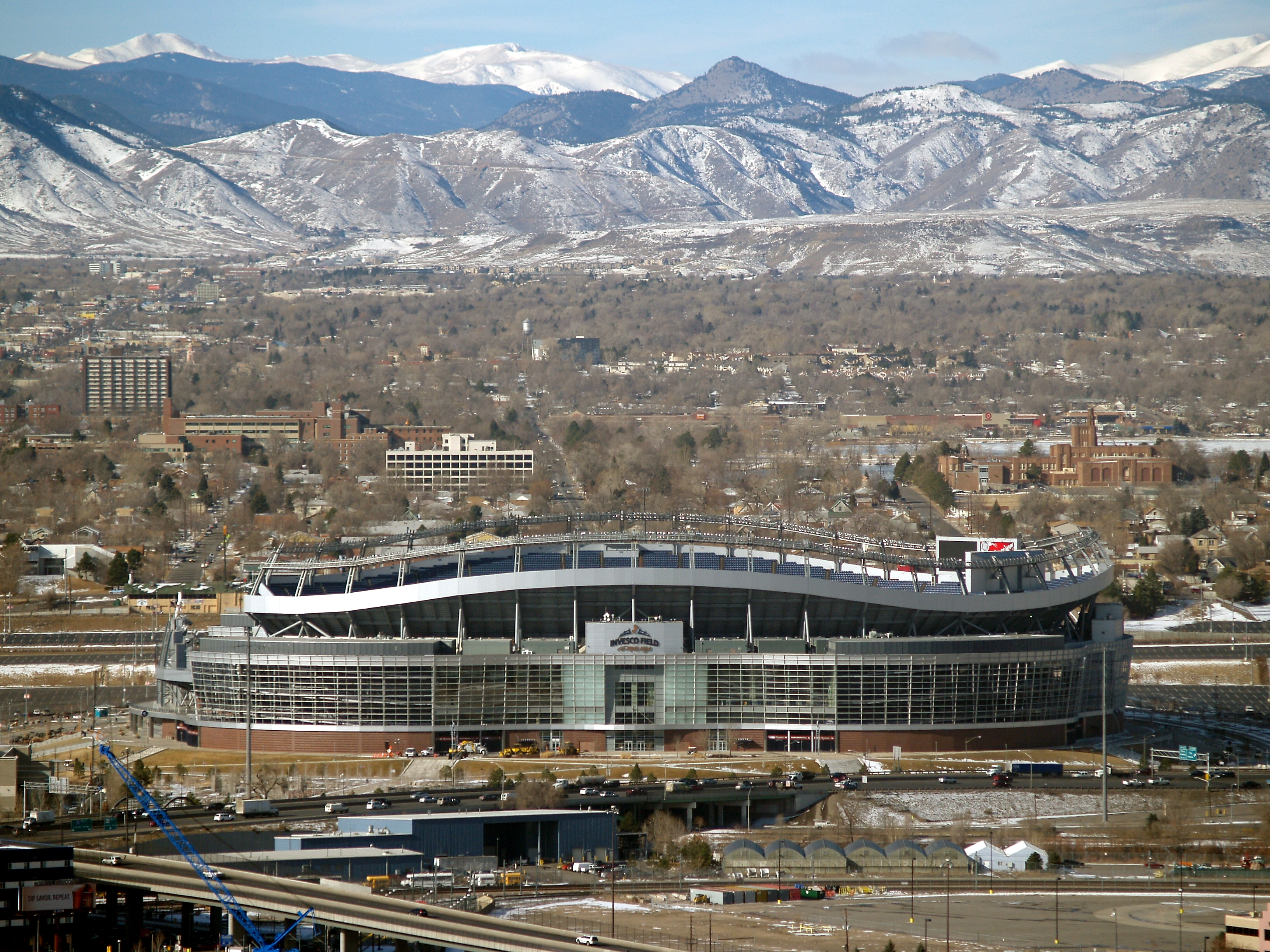
Sports Authority Field at Mile High v době, kdy se jmenoval INVESCO Field at Mile High

Většinu času ve své historii hráli Denver Broncos na stadionu Mile High Stadium. Během působení v AFL hráli občas také na Hilltop Stadium patřící University of Denver, včetně prvního vítězství nad týmem z NFL: 5. srpna 1967 porazili Detroit Lions. V roce 2001 se Broncos přestěhovali na stadion Invesco Field at Mile High, který byl vybudován hned Mile High Stadium, jenž byl následně zbourán. Před sezónou 2011 koupil výrobce sportovních potřeb Sports Authority práva na pojmenování stadionu a od té doby se tedy jmenuje Sports Authority Field at Mile High. Nicméně v létě 2016 společnost Sports Authority zbankrotovala a Broncos od té doby hledají nové sponzora názvu stadionu. Mezitím v letech 2012 a 2013 prošel stadion drobnou rekonstrukcí v hodnotě 30 milionů dolarů, která mimo jiné zahrnovala instalaci nové obrazovky v jižním sektoru.
Jedním z hlavních důvodů úspěšnosti na domácím stadionu je vysoká nadmořská výška. Jak už název napovídá, hřiště se nachází přesně ve výšce jedné míle nad úrovní mořské hladiny (1 609 metrů), kde je nižší obsah kyslíku. Denver tak měl nejlepší bilanci v domácích zápasech z celé v NFL letech 1974 až 2006 (191 vítězství, 65 porážek a 1 remíza). Klub vyprodal všechny domácí zápasy (včetně play-off) od sloučení AFL a NFL v roce 1970, s výjimkou dvou utkání během stávky v roce 1987. Mile High Stadium byl rovněž jeden z nejhlasitějších stadiónů v NFL, protože tribuny neměli betonové podlahy, nýbrž ocelové, větší hluk pak dával domácím výhodu proti soupeřům. Za více než půl století existence klubu, tedy ve více než 400 zápasech, nevyšli Broncos ani jednou v domácím prostředí naprázdno, pokaždé skórovali nějaké body.
Tréninkové prostory klubu, UCHealth Training Center, se nacházejí ve čtvrti Dove Valley na předměstí Denveru. Na 13,5 akrech pozemků leží tři hřiště pro americký fotbal, plně vybavená posilovna, kanceláře pro vedení klubu a jídelna.

## Hráči

### Vyřazená čísla
| Vyřazená čísla Denver Broncos |                                |              |                   |
| Číslo                         | Jméno hráče                    | Pozice       | V týmu v letech   |
| 7                             | John Elway                     | Quarterback  | 1983–1998         |
| 18                            | Frank Tripucka Peyton Manning1 | Quarterback  | 1960–1963 2012–15 |
| 44                            | Floyd Little                   | Running back | 1967–1975         |

- 1 Číslo 18 mohl v letech 2012 až 2015 znovu použít Peyton Manning poté, co k tomu Tripucka dal osobní svolení. Manningovo jméno bylo přidáno na prapor s vyřazenými čísly jako čestná zmínka..

### Členové Síně slávy profesionálního fotbalu
| Členové Síně slávy profesionálního fotbalu Denver Broncos |                |                               |                           |                      |
| Číslo                                                     | Jméno hráče    | Pozice/Funkce                 | V týmu v letech           | Uveden do Síně slávy |
| 24                                                        | Willie Brown   | Cornerback                    | 1963–1966                 | 1984                 |
| 33                                                        | Tony Dorsett   | Running back                  | 1988                      | 1994                 |
| 7                                                         | John Elway     | Quarterback Generální manažer | 1983–1998 2011–současnost | 2004                 |
| 65                                                        | Gary Zimmerman | Offensive tackle              | 1993–1997                 | 2008                 |
| 44                                                        | Floyd Little   | Running back                  | 1967–1975                 | 2010                 |
| 84                                                        | Shannon Sharpe | Tight end                     | 1990–1999, 2002–2003      | 2011                 |
| 15, 88                                                    | Andre Reed     | Wide receiver                 | 2000                      | 2014                 |
| 30                                                        | Terrell Davis  | Running back                  | 1995–2001                 | 2017                 |
| 20                                                        | Brian Dawkins  | Strong safety                 | 2009–2011                 | 2018                 |
| 24                                                        | Champ Bailey   | Cornerback                    | 2004–2013                 | 2019                 |
| 26                                                        | Ty Law         | Cornerback                    | 2009                      | 2019                 |
|                                                           | Pat Bowlen     | Majitel/CEO                   | 1984-2019                 | 2019                 |

### Kruh slávy
Broncos mají kruh slávy na úrovni pátého patra vnější fasády stadionu Sports Authority Field at Mile High a zahrnuje tyto osoby:
| Kruh slávy Denver Broncos | Kruh slávy Denver Broncos | Kruh slávy Denver Broncos               | Kruh slávy Denver Broncos | Kruh slávy Denver Broncos |
| Číslo                     | Jméno                     | Pozice                                  | V týmu v letech           | Rok uvedení               |
| ------------------------- | ------------------------- | --------------------------------------- | ------------------------- | ------------------------- |
| 23                        | Goose Gonsoulin           | Safety                                  | 1960–66                   | 1984                      |
| 87                        | Rich Jackson              | Defensive end                           | 1967–72                   | 1984                      |
| 44                        | Floyd Little              | Running back                            | 1967–75                   | 1984                      |
| 87                        | Lionel Taylor             | Wide receiver                           | 1960–66                   | 1984                      |
| –                         | Gerald Phipps             | Majitel                                 | 1961–81                   | 1985                      |
| 12                        | Charley Johnson           | Quarterback                             | 1972–75                   | 1986                      |
| 70                        | Paul Smith                | Defensive end                           | 1968–78                   | 1986                      |
| 18                        | Frank Tripucka            | Quarterback                             | 1960–63                   | 1986                      |
| 36                        | Billy Thompson            | Safety                                  | 1969–81                   | 1987                      |
| 7                         | Craig Morton              | Quarterback                             | 1977–82                   | 1988                      |
| 25                        | Haven Moses               | Wide receiver                           | 1972–81                   | 1988                      |
| 15                        | Jim Turner                | Kicker                                  | 1971–79                   | 1988                      |
| 53                        | Randy Gradishar           | Linebacker                              | 1974–83                   | 1989                      |
| 57                        | Tom Jackson               | Linebacker                              | 1973–86                   | 1992                      |
| 20                        | Louis Wright              | Cornerback                              | 1975–86                   | 1993                      |
| 7                         | John Elway                | Quarterback Generalní manažer           | 1983–98 2011–současnost   | 1999                      |
| 77                        | Karl Mecklenburg          | Linebacker                              | 1983–95                   | 2001                      |
| 49                        | Dennis Smith              | Safety                                  | 1981–94                   | 2001                      |
| 65                        | Gary Zimmerman            | Offensive tackle                        | 1993–97                   | 2003                      |
| 27                        | Steve Atwater             | Safety                                  | 1989–98                   | 2005                      |
| 30                        | Terrell Davis             | Running back                            | 1995–2001                 | 2007                      |
| 84                        | Shannon Sharpe            | Tight end                               | 1990–99, 2002–03          | 2009                      |
| 80                        | Rod Smith                 | Wide receiver                           | 1994–2006                 | 2012                      |
| 66                        | Tom Nalen                 | Center                                  | 1994–2007                 | 2013                      |
| 21                        | Gene Mingo                | Running back, Kicker, Return specialist | 1960–64                   | 2014                      |
| –                         | Dan Reeves                | Hlavní trenér                           | 1981–92                   | 2014                      |
| 80                        | Rick Upchurch             | Wide receiver, Return specialist        | 1975–83                   | 2014                      |
| –                         | Pat Bowlen                | Majitel                                 | 1984–současnost           | 2015                      |
| 1                         | Jason Elam                | Kicker                                  | 1993–2007                 | 2016                      |
| 73                        | Simon Fletcher            | Linebacker/Defensive end                | 1985–95                   | 2016                      |
| 47                        | John Lynch                | Safety                                  | 2004–07                   | 2016                      |
| —                         | Red Miller                | Hlavní trenér                           | 1977–80                   | 2017                      |

### Draft
Hráči draftovaní v prvním kole za posledních deset sezón:
| Rok  | Pořadí | Jméno hráče                | Pozice                    | Univerzita                                            |
| 2010 | 22 25  | Demaryius Thomas Tim Tebow | Wide receiver Quarterback | Georgia Institute of Technology University of Florida |
| 2011 | 2      | Von Miller                 | Linebacker                | Texas A & M University                                |
| 2012 |        | nikdo                      |                           |                                                       |
| 2013 | 28     | Sylvester Williams         | Defensive tackle          | North Carolina University                             |
| 2014 | 31     | Bradley Roby               | Cornerback                | Ohio State University                                 |
| 2015 | 23     | Shane Ray                  | Outside linebacker        | University of Missouri                                |
| 2016 | 26     | Paxton Lynch               | Quarterback               | University of Memphis                                 |
| 2017 | 20     | Garett Bolles              | Offensive tackle          | University of Utah                                    |
| 2018 | 5      | Bradley Chubb              | Defensive end             | North Carolina State University                       |
| 2019 | 20     | Noah Fant                  | Tight end                 | University of Iowa                                    |